# Traca (náutica)

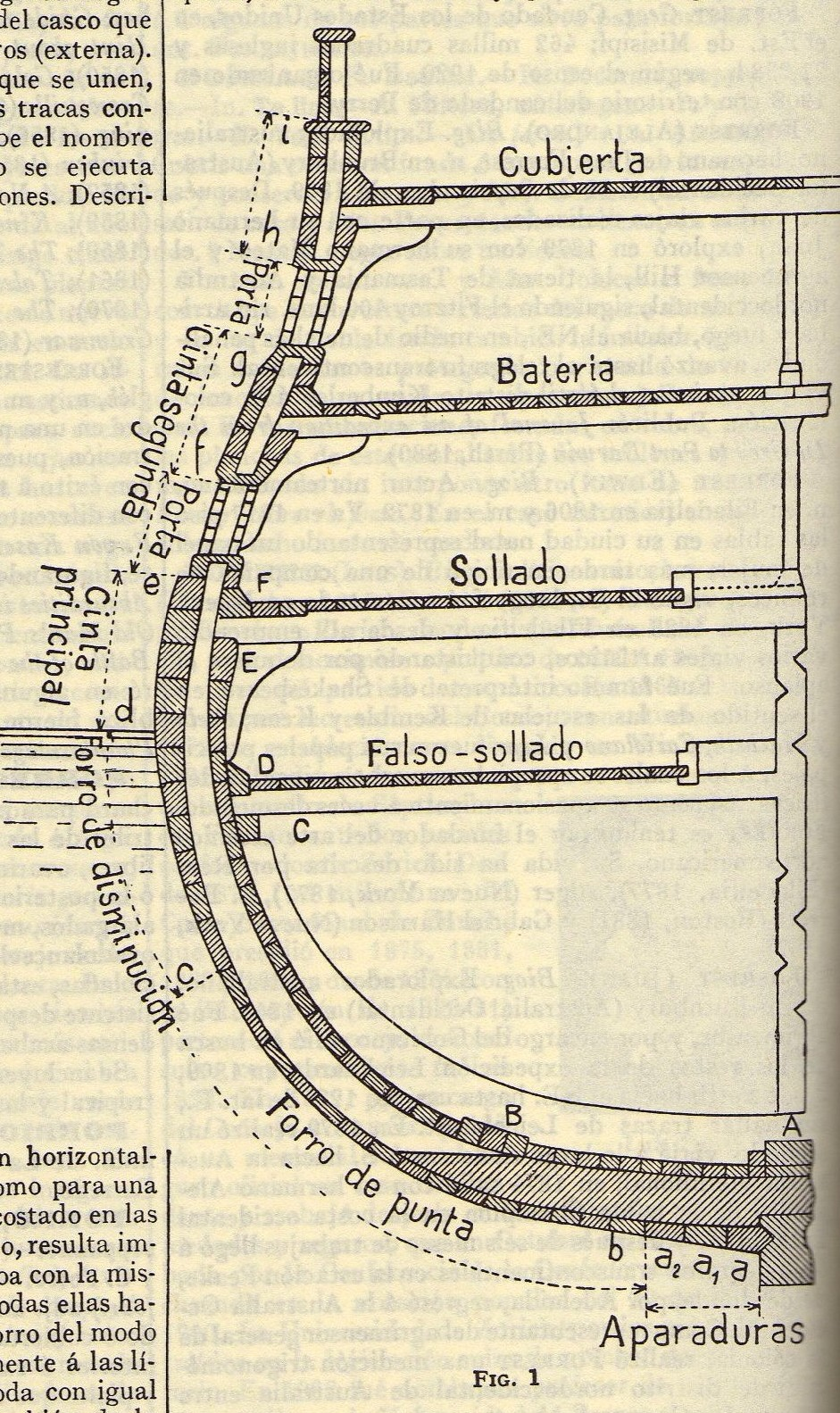
Corte transversal que muestra el forro exterior de un barco de madera.

En construcción naval, la traca es la hila o hilada de tablones o planchas metálicas (antiguamente, de madera) del forro exterior que van de popa a proa del casco del barco, entre la quilla y la línea de flotación sin carga. (fr. Virure; ing. Strake, Streak; it. Filaro).

## Tipos
Algunas tracas especiales se distinguen por su posición:
- Traca de cinta: es la que va colocada en la superestructura o cubierta superior.
- Traca de sentina: es la que está en la parte redondeada que conecta el forro y la parte inferior de la nave. Es por lo general la que establece la sentina.
- Traca de arena: es a la de los fondos.
- Traca de aparadura (Paradura): es la primera, que se une con la quilla.